# Mario Kramp

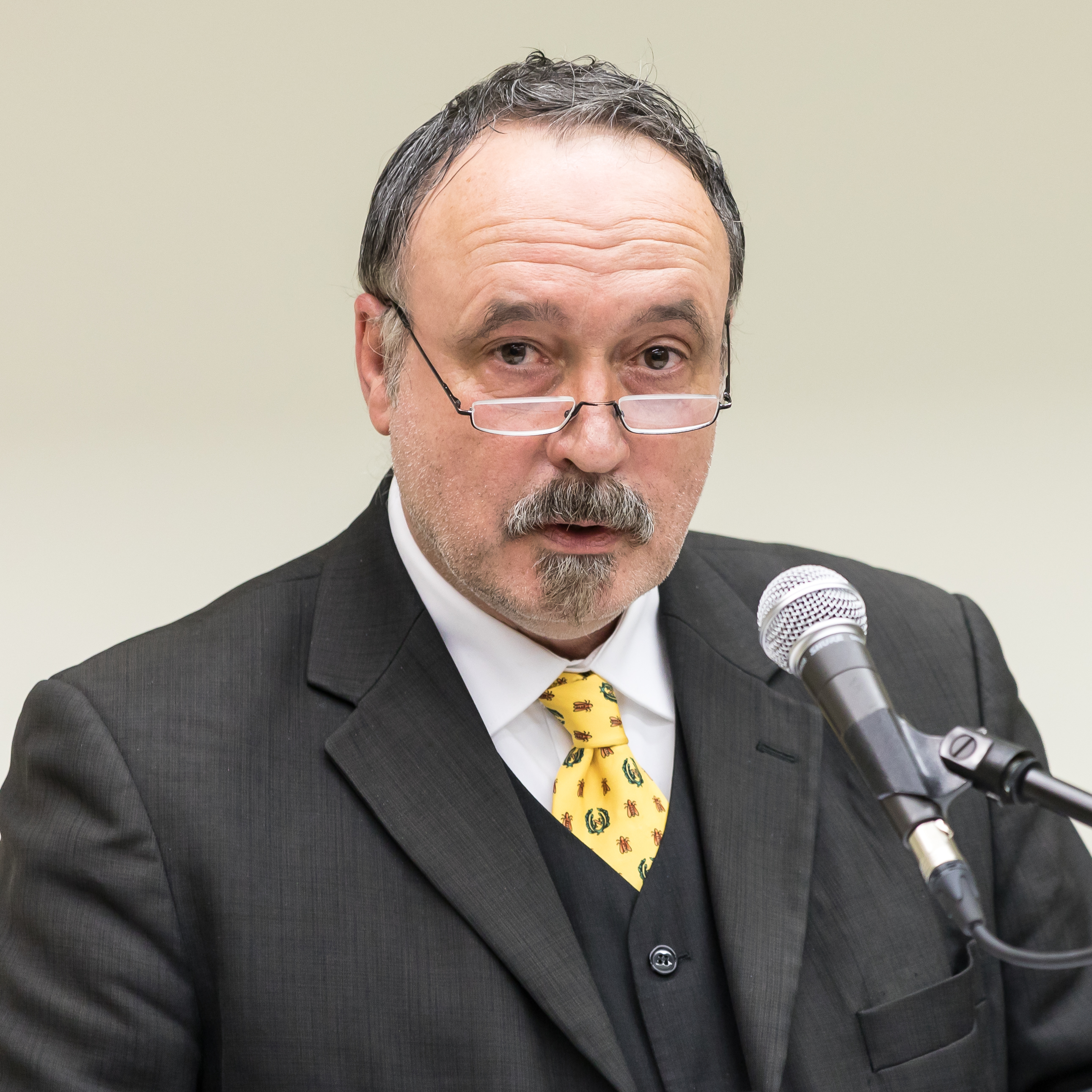
Mario Kramp, 2017

Mario Kramp (* 7. Mai 1961 in Euskirchen) ist ein deutscher Kunsthistoriker mit Schwerpunkt auf deutscher und französischer Kunstgeschichte. Vom 15. Juni 2010 bis Ende Juni 2022 war er Leiter des Kölnischen Stadtmuseums.

## Werdegang
Kramp absolvierte von 1980 bis 1987 an der RWTH Aachen ein Lehramtsstudium der Geschichte und Kunst, gefolgt von einem Promotionsstudium in Mittlerer und Neuer Geschichte, Kunstgeschichte und Alter Geschichte bis 1993. In seiner Dissertation 1993 behandelte er den Zusammenhang zwischen Politik und Kirchenbau in der französischen Frühgotik im kapetingischen Reich. Von 1992 bis 1993 führte er ein Forschungsprojekt am Centrum Schwule Geschichte Köln durch. Nach Aufenthalten 1994 in Paris als Forschungsstipendiat des Deutschen Historischen Instituts und des französischen Wissenschaftsministeriums (Maison des Sciences de l’Homme) wurde er 1995 an der RWTH Aachen promoviert. Für seine Dissertation erhielt er 1996 die Borchers-Plakette der RWTH Aachen für besondere wissenschaftliche Leistungen.

Von 1994 bis 1997 war Kramp wissenschaftlicher Angestellter des Kölnischen Stadtmuseums, während der er unter anderem  die Ausstellung und Publikation Chlodwig und die Schlacht bei Zülpich betreute. 

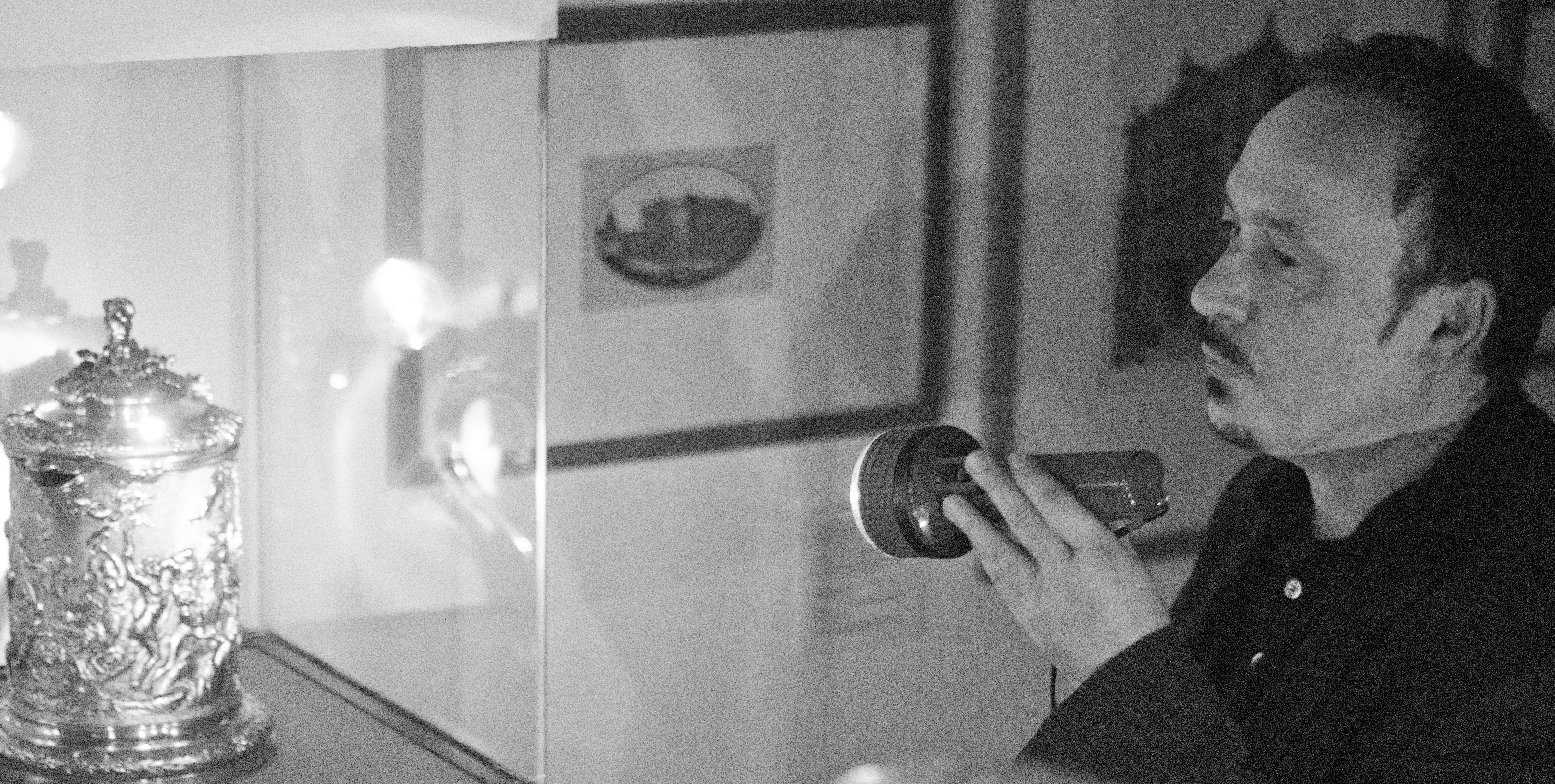
Mario Kramp bei einer Führung im Kölnischen Stadtmuseum 2012

1998 bis 2001 organisierte Kramp als Kurator die Ausstellung Krönungen. Könige in Aachen – Geschichte und Mythos in Aachen und war von 2001 bis 2002 wissenschaftlicher Angestellter des Kulturdezernats Aachen. Im Jahr 2000 erarbeitete er ferner ein Konzept für das Karnevalsmuseum in Köln und arbeitete anschließend als wissenschaftlicher Angestellter der Stadt Aachen in der Planungsgruppe Zentrum Europäische Geschichte im Kulturdezernat. Von 2002 bis 2010 war Kramp Direktor des Mittelrhein-Museums der Stadt Koblenz. Dort hat er Ausstellungen zur  rheinischen Kunst- und Kulturgeschichte mit Schwerpunkt auf der Stadt Koblenz und des UNESCO-Welterbes Oberes Mittelrheintal organisiert. Themen waren unter anderem Mittelalter, Barock, Rheinromantik, die Loreley, das Kriegsende 1945 und der 60. Geburtstag des Landes Rheinland-Pfalz. Außerdem ist er Lehrbeauftragter für Kunstwissenschaft an der Universität Koblenz-Landau.
Als Nachfolger von Werner Schäfke trat Mario Kramp am 15. Juni 2010 sein Amt als Direktor des Kölnischen Stadtmuseums an. Seitdem setzte er sich für eine Neuinszenierung der Dauerausstellung ein und legte 2011 eine Machbarkeits- und Konzeptstudie vor, die auf einem Erweiterungsbau basierte. Seit Ende Juni 2022 steht Kramp aus gesundheitlichen Gründen nur noch als Kurator und Wissenschaftler zur Verfügung.
Neben der Organisation zahlreicher Ausstellungen zur rheinischen Kulturgeschichte des Mittelalters bis zum 20. Jahrhundert ist Kramp Autor und Herausgeber von Büchern, Katalogen und wissenschaftlichen Beiträgen zur rheinischen Kunst- und Kulturgeschichte, zur Mittelalterrezeption des 19. Jahrhunderts und zum deutsch-französischen Kulturtransfer.

## Veröffentlichungen

### Autorschaft
- Kirche, Kunst und Königsbild. Zum Zusammenhang von Politik und Kirchenbau im capetingischen Frankreich des 12. Jahrhunderts am Beispiel der drei Abteien Saint-Denis, Saint-Germain-des-Prés und Saint-Remi/Reims. Dissertation. Aachen 1993, ISBN 3-929742-26-8. (Rezension von Michael Kiene, In: architectura. 26, 1996, S. 215–216)
- Heinrich Heines Kölner Dom. Die „armen Schelme vom Domverein“ im Pariser Exil 1842–1848. (= Passerelles. Band 2). Berlin/München 2002, ISBN 3-422-06373-0.
- Köln/Nil – Die abenteuerliche Orient-Expedition des Kölners Franz Christian Gau 1818–1820. Wienand Verlag, 2013, ISBN 978-3-86832-158-6.
- 1914: Vom Traum zum Albtraum, Köln und der Beginn des Bombenkriegs in Europa. leseZeichen, Greven-Verlag, Köln 2014, ISBN 978-3-7743-0652-3.
- Köln und seine Agrippina. Vom Monstrum zur Mutter. Zum 2000. Geburtstag der römischen Kaiserin. Emons Verlag, Köln 2015, ISBN 978-3-95451-900-2.
- Köln an der Seine. Der Kölner Pavillon auf der Pariser Weltausstellung 1937. Mit Fotografien von Hugo und Karl Hugo Schmölz. Greven Verlag Köln 2019. ISBN 978-3-7743-0902-9
- Man hat etwas gegen Sie vor. Kurt Tucholsky in Köln 1928/29. Greven Verlag, Köln 2022, ISBN 978-3-7743-0952-4.

### Herausgeberschaft
- mit Kristof Balser, Jürgen Müller und Joanna Gotzmann (Hrsg.): Himmel und Hölle. Das Leben der Kölner Homosexuellen 1945–1969. Köln 1994, ISBN 3-924491-54-2.
- Pierre Seel: Ich, Pierre Seel, deportiert und vergessen. Calmann-Levy, Paris 1994, deutsche Ausgabe mit Anmerkungen und einem Nachwort von Mario Kramp, Köln (Jackwerth) 1996, ISBN 3-932117-20-4.
- Krönungen. Könige in Aachen – Geschichte und Mythos. Katalog-Handbuch zur Ausstellung. Philipp von Zabern, Mainz 2000, ISBN 3-8053-2617-3. (Rezension: Peter Dittmar, In: Weltkunst. 70, 1. September 2000)
- mit Anneli Karrenbrock (Hrsg.): Gina Sensazionale. Legende Gina Lollobrigida. Zum 75. Geburtstag der Film-Diva. Katalog zur Ausstellung im Mittelrhein-Museum. (= Kleine Reihe. Band 1). Görres Verlag, Koblenz 2002, ISBN 3-935690-06-1.
- Ein letzter Glanz. Die Koblenzer Residenz des Kurfürsten. Zum 200. Todesjahr des Hofmalers Heinrich Foelix (1732–1803). Katalog zur Ausstellung im Mittelrhein-Museum. (= Kleine Reihe. Band 2). Görres Verlag, Koblenz 2003, ISBN 3-928377-25-6.
- mit Matthias Schmandt (Hrsg.): Die Loreley – Ein Fels im Rhein. Ein deutscher Traum. Katalog-Handbuch zur Ausstellung. Philipp von Zabern, Mainz 2004, ISBN 3-8053-3369-2.
- mit Bernard Chevallier und Hans J. Schmidt (Hrsg.): Napoleon: Der Kaiser kommt! Verehrung und Mythos in Koblenz. Katalog zur Ausstellung im Mittelrhein-Museum. (= Kleine Reihe. Band 4). Koblenz 2004, ISBN 3-928377-26-4.
- Eine Gemäldegalerie für Koblenz – 170 Jahre Mittelrhein-Museum, 250. Geburtstag des Stifters Joseph Gregor Lang. Katalog zur Ausstellung im Mittelrhein-Museum Koblenz und im Kölnischen Stadtmuseum. Görres Verlag, Koblenz 2005, ISBN 3-928377-29-9.
- mit Rolf Lauer und Werner Schäfke (Hrsg.): August Reichensperger. Koblenz – Köln – Europa. Ausstellungskatalog. (= Kleine Reihe. Band 7). Koblenz 2005, ISBN 3-928377-29-9.
- mit Heinz-Günther Borck, Beate Dorfey und Hans Josef Schmidt (Hrsg.): Vor 60 Jahren. Krieg und Frieden an Rhein und Mosel 1944–1946. Katalog zur Ausstellung des Landeshauptarchivs Koblenz, des Mittelrhein-Museums und Stadtarchivs Koblenz. (= Veröffentlichungen der Landesarchivverwaltung Rheinland-Pfalz. 105). Koblenz 2005, ISBN 3-928377-27-2.
- mit Beate Dorfey (Hrsg.): Die Türken kommen! Exotik und Erotik: Mozart in Koblenz und die Orient-Sehnsucht in der Kunst. Katalog zur Ausstellung im Mittelrhein-Museum. (= Veröffentlichungen der Landesarchivverwaltung Rheinland-Pfalz. 107). Koblenz 2006, ISBN 3-931014-70-3.
- mit Cécile Michaud und Anneli Karrenbrock-Berger (Hrsg.): Die göttliche Jette. Ein Weltstar aus Koblenz: Der Sängerin Henriette Sontag zum 200. Geburtstag. Katalog zur Ausstellung im Mittelrhein-Museum. (= Kleine Reihe). Koblenz 2006, ISBN 3-928377-30-2.
- mit Beate Dorfey und Christine Goebel (Hrsg.): Mord im Museum – 100 Jahre Tod im Rheinland. Mysteriöse Objekte und spektakuläre Morde am Mittelrhein. Eine Ausstellung des Mittelrhein-Museums und des Landeshauptarchivs Koblenz zur „Criminale 2006 Koblenz“. Koblenz 2006.
- mit Michael Euler-Schmidt und Barbara Schock-Werner (Hrsg.): Der Kolossale Geselle – Ansichten des Kölner Doms vor 1842 aus dem Bestand des Kölnischen Stadtmuseums. Greven-Verlag, Köln 2010, ISBN 978-3-7743-0475-8.
- mit Ulrich S. Soénius (Hrsg.): Made in Cologne – Kölner Marken für die Welt. Begleitband zur Ausstellung im Kölnischen Stadtmuseum. J.P. Bachem, Köln 2011, ISBN 978-3-7616-2544-6.
- mit Marcus Trier (Hrsg.): Der Waidmarkt – Drunter und drüber. (= Schauplatz Kölner Geschichte. 1). Begleitband zur Ausstellung im Kölnischen Stadtmuseum. J.P. Bachem, Köln 2011, ISBN 978-3-7616-2545-3.
- Ralf König: Das Ursula-Projekt, Elftausend Jungfrauen. Begleitband zur Ausstellung im Kölnischen Stadtmuseum. Köln 2012.
- 125 Jahre Kölnisches Stadtmuseum – 125 mal gekauft, geschenkt, gestiftet. Begleitband zur Jubiläumsausstellung. Emons-Verlag, Köln 2013, ISBN 978-3-95451-236-2.
- mit Marcus Trier (Hrsg.): Der Eigelstein – Drunter und drüber. (= Schauplatz Kölner Geschichte. 2). Begleitband zur Ausstellung im Kölnischen Stadtmuseum. J.P. Bachem, Köln 2014, ISBN 978-3-7616-2706-8.
- mit Petra Hesse und Ulrich S. Soénius: Köln 1914: Metropole im Westen. Begleitband zur gemeinsamen Ausstellung des Kölnischen Stadtmuseums, des Museums für Angewandte Kunst Köln und der Stiftung Rheinisch-Westfälisches Wirtschaftsarchiv zu Köln. J.P. Bachem, Köln 2014, ISBN 978-3-7616-2867-6.
- mit Ulrich S. Soénius (Hrsg.): Made in Cologne – Kölner Marken für die Welt. 2. aktualisierte und stark erweiterte Neuauflage. J.P. Bachem, Köln 2015, ISBN 978-3-7616-2750-1.
- mit Rita Wagner: Köln ungeschönt. Wilhelm Scheiner als Fotograf. Nünnerich-Asmus Verlag, Köln 2015, ISBN 978-3-945751-29-9. Zur gleichnamigen Ausstellung im Kölnischen Stadtmuseum.
- Zunft und Ordnung – 700 Jahre Kölner Handwerksgeschichte. Zunftobjekte aus dem Kölnischen Stadtmuseum (= Die Bestände des Kölnischen Stadtmuseums), Köln 2016
- mit Marcus Trier (Hrsg.): Der Heumarkt – Drunter und drüber (= Schauplatz Kölner Geschichte 3). Begleitband zur Ausstellung im Kölnischen Stadtmuseum. J.P. Bachem, Köln 2017, ISBN 978-3-7616-3099-0.

### Wissenschaftliche Beiträge
- in Sammelwerken (u. a.: Frankreichfreunde. Mittler des französisch-deutschen Kulturtransfers (1750–1850), Leipzig 1996; Gothic Revival. Religion, Architecture and Style in Western Europe 1815–1914. Leuven 2000; Gottfried Semper – Dresden und Europa: Die moderne Renaissance der Künste. Dresden 2007; Susanne Krell attigit.projekt. Köln 2008; Markus Lüpertz – Sankt Martin, Das Kunstfenster in der Kapelle des Stiftungsklinikums Mittelrhein. Koblenz 2011)
- in Ausstellungskatalogen (u. a. Das Neue Köln 1945–1995. Köln 1995; Marianne und Germania. Frankreich und Deutschland 1789–1889 – Zwei Welten – Eine Revue, Berlin 1995 und Paris 1996; Chlodwig und die „Schlacht bei Zülpich“ – Geschichte und Mythos 496–1996, Euskirchen 1996; Mit Napoleon in Ägypten. Katalog Ausstellung Wallraf-Richartz-Museum, Mainz 2009)
- und Fachzeitschriften u. a. in der Zeitschrift Geschichte in Köln. In: Kölner Domblatt, im Kölner Museums-Bulletin, im Jahrbuch für westdeutsche Landesgeschichte, im Journal für Kunstgeschichte und in der Reihe Stadtspuren – Denkmäler in Köln.

Auswahl
- Ägypten nach Napoleon. Die Nubien-Expedition des Kölners Franz Christian Gau. In: Françoise Labrique, Uwe Westfehling (Hrsg.): Mit Napoleon in Ägypten. Die Zeichnungen des Jean-Baptiste Lepère. Katalog Ausstellung Wallraf-Richartz-Museum & Fondation Corboud Köln, 2. Oktober 2009 – 10. Januar 2010. Mainz 2009.
- Ein Museum im Aufbruch – Vom Altbau zum Neubau: Bestandssichtung, Konzeption und Depot-Werkschauen im Mittelrhein-Museum Koblenz. Vortrag auf dem Museumstag Rheinland-Pfalz „Museen im Aufbruch“, 27. April 2009, In: Museumsverband Rheinland-Pfalz (Hrsg.): Berichte. 2010, S. 11–20.
- mit Beate Dorfey: Optisch denken! Kluge Unterhaltung und anschauliche Bildung – Landesgeschichte in Museen. In: Johannes Dillinger (Hrsg.): Die Vermittlung von Landesgeschichte, Beiträge zur Praxis der historischen Didaktik. Verlag Regionalkultur, Heidelberg / Ubstadt-Weiher / Basel / Neustadt a.d.W. 2010, S. 86–100.